# ハエン県
ハエン県（ハエンけん、スペイン語: Provincia de Jaén）は、スペイン・アンダルシア州にある県。県都はハエン。
アンダルシア州コルドバ県とグラナダ県、カスティーリャ＝ラ・マンチャ州シウダ・レアル県とアルバセテ県と接している。

## 地理
ハエン県には4つの国立公園があり、自然保護区が多い。ウベダとバエサは重要なルネサンス都市であり、両者は2003年にユネスコの世界遺産（文化遺産）に登録された。
県都のハエンはオリーブ・オイルの産地として知られている。リナーレスでは毎年リナーレス・チェス選手権が開催され、世界中から多くの選手が集まる。

### 人口
| ハエン県の人口推移 1900－2010                         |
|                                                       |
| 出典:INE（スペイン国立統計局）1900年–1991年、1996年 - |

## 歴史
1833年スペイン地方行政区分再編ではスペイン全土に49の県が設置された。この際にハエン県も設置され、県都はハエンに定められた。
1939年から1975年のフランコ独裁体制化を経て、スペインの民主化移行期の1970年代末から1980年代初頭にはスペイン全土に17の自治州が設置された。1982年1月11日にはハエン県など8県からなるアンダルシア州が発足した。

## 行政区画
ハエン県には97のムニシピオ（基礎自治体）がある。

### 主な自治体
| 順位 | 基礎自治体           | 人口 （2017年） |
| ---- | -------------------- | --------------- |
| 1    | ハエン               | 114,238人       |
| 2    | リナーレス           | 58,449人        |
| 3    | アンドゥハル         | 37,611人        |
| 4    | ウベダ               | 34,733人        |
| 5    | マルトス             | 24,207人        |
| 6    | アルカラ・ラ・レアル | 21,758人        |
| 7    | バイレン             | 17,924人        |
| 8    | バエサ               | 15,996人        |
| 9    | ラ・カロリーナ       | 15,508人        |
| 10   | トーレデルカンポ     | 14,435人        |

### 司法管轄区
ハエン県は10の司法管轄区に分けられる。太字は中心自治体。
1. ハエン司法管轄区[6] - アルバンチェス・デ・マヒナ、ベドマール・イ・ガルシーエス、ベルメス・デ・ラ・モラレーダ、カブラ・デル・サント・クリスト、カンビル、カンピージョ・デ・アレーナス、カルチェレス、カサリージャ、エスペルイ、フエルテ・デル・レイ、ラ・グアルディア・デ・ハエン、ウエルマ、ハエン、ヒメーナ、マンチャ・レアル、メンヒバル、ノアレッホ、ペガラハール、トーレ・デル・カンポ、トーレス、バルデペーニャス・デ・ハエン、ロス・ビジャーレス、ビジャトーレス
2. アルカラ・ラ・レアル司法管轄区[7] - アルカラ・ラ・レアル、アルカウデーテ、カスティージョ・デ・ロクビン、フライレス
3. ラ・カロリーナ司法管轄区[8] - アルデアケマーダ、アルキージョス、バーニョス・デ・ラ・エンシーナ、カルボネーロス、ラ・カロリーナ、グアロマン、ナバス・デ・サン・フアン、サンタ・エレーナ、ビルチェス
4. アンドゥハル司法管轄区[9] - アンドゥハル、アルホーナ、アルホニージャ、エスカニュエーラ、ライゲーラ、ロペーラ、マルモレッホ、ビジャヌエバ・デ・ラ・レイナ
5. バエサ司法管轄区[10] - バエサ、ベヒハル、イブロス、ルピオン
6. リナーレス司法管轄区[11] - バイレン、ハバルキント、リナーレス、トーレブラスコペドロ
7. ビジャカリージョ司法管轄区[12] - アロージョ・デル・オハンコ、ベアス・デ・セグーラ、ベナタエ、カステジャール、チクラーナ・デ・セグーラ、ヘナベ、オルノス、イスナトーラフ、モンティソン、オルセーラ、プエンテ・デ・ヘナベ、ラ・プエルタ・デ・セグーラ、サンティアーゴ＝ポントーネス、サンティステバン・デル・プエルト、セグーラ・デ・ラ・シエラ、シーレス、ソリウエーラ・デル・グアダリマール、トーレス・デ・アルバンチェス、ビジャカリージョ、ビジャヌエバ・デル・アルソビスポ、ビジャロドリーゴ
8. カソルラ司法管轄区[13] - カソルラ、チジュエバル、イノハーレス、ウエサ、ラ・イルエーラ、ラルバ、ペアル・デ・ベセーロ、ポソ・アルコン、ケサーダ、サント・トメ
9. マルトス司法管轄区[14] - フエンサンタ・デ・マルトス、イゲーラ・デ・カラトラーバ、ハミレーナ、マルトス、ポルクーナ、サンティアーゴ・デ・カラトラーバ、トーレドンヒメーノ、ビジャールドンパルド
10. ウベダ司法管轄区[15] - カネーナ、ホダル、ルス、サビオーテ、トーレペロヒル、ウベダ

## 政治

### 県議会
ハエン県議会の定数は27である。

## 出身人物
- バルタサール・ガルソン - 判事。